# 布魯克林哈特福
布魯克林哈特福（英語：Brooklyn Hartfords），原名哈特福深藍（英語：Hartford Dark Blues），是一支19世紀的美國職棒球隊。球隊的主場位於在美國康乃狄克州的哈特福。它在1874年與1875年是國家協會的一員。

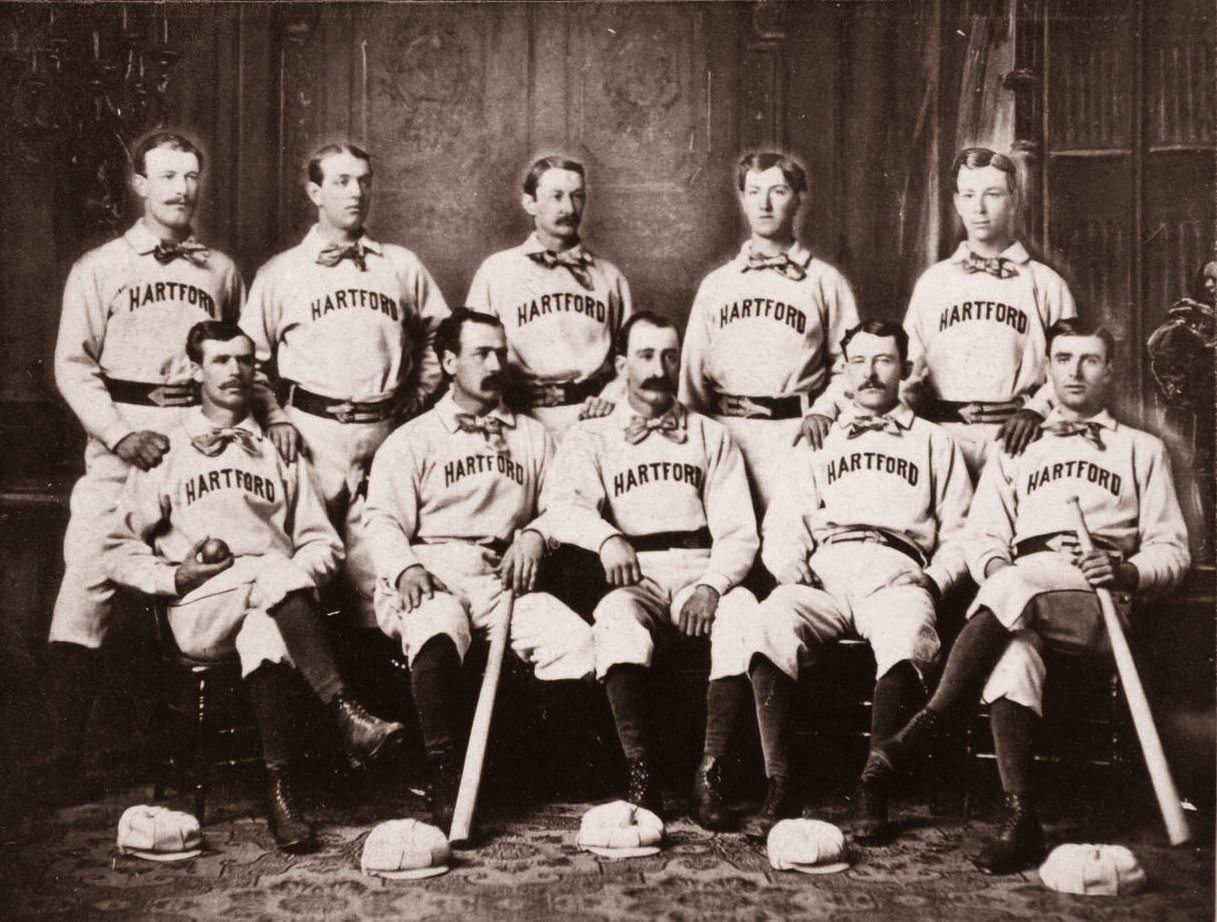
1875年，成員合照

1876年的時候，它加入了國家聯盟，是創始會員之一。球隊的擁有者，Morgan G. Bulkeley，也是國家聯盟的第一任總裁。在1876年這個球季，由前三壘手Bob Ferguson擔任教練，率領球隊以48勝20敗的戰績排名第三。球隊最強的部份是投手，兩位王牌投手Tommy Bond與Candy Cummings（後者之後獲選進入棒球名人堂）都有小於2的防禦率。球隊裡最強的打者則是右外野手Dick Higham，他在大多數的進攻數據排行都是球隊裡表現最好的。
球隊在1877年球季的時候離開哈特福，搬到紐約市的布鲁克林區，並改名為布魯克林哈特福。教練還是由擔任，該球季的戰績是31勝27敗，也還是排名第三。在、都離開球隊之後，本季隊裡最強的打者變成右外野手John Cassidy。他的打擊率是.378，而且在大多數的進攻數據排行都是球隊裡表現最好的。
在1877年球季結束之後，球隊也宣告解散。